# Alex Pritchard
Alex David Pritchard (født 3. maj 1993) er en engelsk fodboldspiller, der spiller som midtbanespiller for den engelske fodboldklub Huddersfield Town. Han har spillet for Englands U/21-fodboldlandshold.